# Vicariato apostólico de Nekemte
El vicariato apostólico de Nekemte (en latín: Vicariatus Apostolicus Nekemteen(sis)) es una circunscripción eclesiástica de rito latino de la Iglesia católica en Etiopía. Desde el 1 de noviembre de 2013 su obispo es Varghese Thottamkara, C.M.

## Territorio y organización
El vicariato apostólico extiende su jurisdicción sobre los fieles católicos de rito latino residentes en las zonas Kamashi y Asosa de la región Benishangul-Gumaz y las zonas de Welega Este y Welega Oeste y gran parte de la zona de Shewa Oeste de la región de Oromía.
La sede del vicariato apostólico está en la ciudad de Nekemte, en donde se encuentra la Catedral de Nuestra Señora del Perpetuo Socorro (o Kidane Mehret).
En 2020 el territorio estaba dividido en 22 parroquias. 

## Historia
La prefectura apostólica de Kaffa Meridional fue erigida el 28 de enero de 1913 con el decreto Quo uberes salutis de la Congregación de Propaganda Fide, separando territorio del vicariato apostólico de los Gallas (hoy vicariato apostólico de Harar).
El 8 de septiembre de 1913 asumió el nombre de prefectura apostólica de Kaffa en virtud del decreto Recens erecta de la Propaganda Fide, y al mismo tiempo se cambiaron las fronteras con el cercano vicariato apostólico de los Gallas.
El 25 de marzo de 1937 cedió una parte de su territorio para la erección de la prefectura apostólica de Neghelli (hoy vicariato apostólico de Hawassa) y al mismo tiempo fue elevado a vicariato apostólico y asumió el nombre de vicariato apostólico de Jima como resultado de la bula Quae christiano nomini del papa Pío XI. El vicariato apostólico comprendía toda la gobernación de Gala y Sidama del África Oriental Italiana, a excepción de los comisariatos de Borana y Sidamo, que pertenecían a la nueva prefectura apostólica de Neghelli.
El 13 de febrero de 1940 cedió otras porciones de territorio para la erección de las prefecturas apostólicas de Hosanna (hoy vicariato apostólico de Sodo) y de Endeber (hoy suprimida), mediante las bulas Quae utilia y Quo intra fines, respectivamente.
El 3 de septiembre de 1982 cambió de nuevo su nombre a vicariato apostólico de Nekemte.
El 10 de junio de 1994 cedió una parte del territorio para la erección de la prefectura apostólica de Jima-Bonga (hoy vicariato apostólico de Jima-Bonga) mediante la bula Ad expeditius del papa Juan Pablo II.

## Episcopologio
- Gaudenzio Barlassina, I.M.C. † (6 de mayo de 1913-1933 renunció)
- Luigi Santa, I.M.C. † (14 de julio de 1934-noviembre de 1943 nombrado obispo auxiliar de Rímini)
- Frans Janssen, C.M. † (21 de mayo de 1959-4 de julio de 1972 renunció)
- Hendrik Joseph Alois Bomers, C.M. † (17 de diciembre de 1977-19 de octubre de 1983 nombrado obispo coadjutor de Haarlem)
- Fikre-Mariam Ghemetchu, C.M. † (28 de octubre de 1985-18 de enero de 1994 renunció)
- Leonardus Dobbelaar, C.M. † (10 de junio de 1994-21 de marzo de 2008 falleció)
- Theodorus van Ruijven, C.M. (23 de julio de 2009-10 de noviembre de 2013 retirado)
- Varghese Thottamkara, C.M., por sucesión el 10 de noviembre de 2013

## Estadísticas
De acuerdo al Anuario Pontificio 2021 el vicariato apostólico tenía a fines de 2020 un total de 46 700 fieles bautizados.
| Año                                                                             | Población            | Población | Población      | Sacerdotes | Sacerdotes    | Sacerdotes    | Bautizados por sacerdote | Diáconos permanentes | Religiosos | Religiosos | Parroquias |
| Año                                                                             | Bautizados católicos | Total     | % de católicos | Total      | Clero secular | Clero regular | Bautizados por sacerdote | Diáconos permanentes | Varones    | Mujeres    | Parroquias |
| ------------------------------------------------------------------------------- | -------------------- | --------- | -------------- | ---------- | ------------- | ------------- | ------------------------ | -------------------- | ---------- | ---------- | ---------- |
| 1950                                                                            | 8000                 | ?         | ?              | 8          | 8             |               | 1000                     |                      |            | 21         | 5          |
| 1970                                                                            | 7345                 | 427 000   | 1.7            | 22         |               | 22            | 333                      |                      | 24         | 17         |            |
| 1980                                                                            | 13 000               | 5 111 000 | 0.3            | 31         | 3             | 28            | 419                      |                      | 28         | 43         | 39         |
| 1990                                                                            | 22 724               | 6 394 000 | 0.4            | 25         | 5             | 20            | 908                      |                      | 37         | 51         | 32         |
| 1999                                                                            | 26 594               | 4 780 000 | 0.6            | 17         | 8             | 9             | 1564                     |                      | 9          | 23         | 51         |
| 2000                                                                            | 26 051               | 6 000     | 0.4            | 23         | 13            | 10            | 1132                     |                      | 10         | 29         | 53         |
| 2001                                                                            | 27 095               | 6 000     | 0.5            | 25         | 14            | 11            | 1083                     |                      | 11         | 32         | 66         |
| 2002                                                                            | 31 252               | 6 000     | 0.5            | 35         | 23            | 12            | 892                      |                      | 12         | 38         | 70         |
| 2003                                                                            | 32 627               | 6 000     | 0.5            | 35         | 26            | 9             | 932                      |                      | 9          | 38         | 71         |
| 2004                                                                            | 42 000               | 6 000     | 0.7            | 37         | 27            | 10            | 1135                     |                      | 19         | 38         | 71         |
| 2007                                                                            | 45 253               | 6 501 000 | 0.7            | 32         | 23            | 9             | 1414                     |                      | 22         | 39         | 86         |
| 2010                                                                            | 48 395               | 7 050 000 | 0.7            | 34         | 24            | 10            | 1423                     |                      | 20         | 45         | 87         |
| 2014                                                                            | 46 900               | 7 831 000 | 0.6            | 38         | 30            | 8             | 1234                     | 6                    | 14         | 42         | 93         |
| 2017                                                                            | 45 000               | 7 520 120 | 0.6            | 35         | 28            | 7             | 1285                     |                      | 15         | 55         | 19         |
| 2020                                                                            | 46 700               | 8 032 100 | 0.6            | 39         | 27            | 12            | 1197                     | 1                    | 12         | 54         | 22         |
| Fuente: Catholic-Hierarchy, que a su vez toma los datos del Anuario Pontificio. |                      |           |                |            |               |               |                          |                      |            |            |            |